# Asplenium trilobatum
Asplenium trilobatum là một loài dương xỉ trong họ Aspleniaceae. Loài này được C. Chr. mô tả khoa học đầu tiên năm 1926.